# 148 Gallia
148 Gallia este un asteroid din centura principală, descoperit pe 7 august 1875, de Prosper Henry.